# Mamadou Touré
Pour les articles homonymes, voir Mamadou Touré (homonymie) et Touré.
Mamadou Touré est un réalisateur et scénariste guinéen. 
Jean Rouch évoquant les élèves de l'IDHEC, on peut penser que Mamadou Touré en avait suivi les cours. Il sera en tout cas envoyé au début des années 1960 suivre ceux du VGIK de Moscou, au même titre que Himi Sylla ou Costa Diagne pour « alimenter les professionnels de l’institution étatique de cinéma de Conakry ». 
Mamadou Touré est un des pionniers du cinéma africain. Réalisé en 1953, Mouramani, son court-métrage de 23 minutes, est aujourd'hui considéré comme un des premiers films de l'histoire des cinémas d'Afrique, et le premier du cinéma guinéen.

## Filmographie
Réalisateur
- 1953 : Mouramani

Scénariste
- 1953 : Mouramani

Acteur
- 2023 : Le Marchand de sable de Steve Achiepo